# Grotte dello Zachito
Le grotte dello Zachito sono cavità carsiche che si trovano nel territorio comunale di Caggiano, in provincia di Salerno, a nord/nord-est dall'abitato, nei pressi del fiume Melandro.

## Storia
Paolo Carucci, che le scoprì nel XIX secolo, vi rinvenne reperti datati dall'età del Bronzo Medio all'Enotrio sub-geometrico (VI secolo a.C.), in parte oggi esposti nel Museo archeologico nazionale di Napoli.
Questi ritrovamenti furono descritti anche da Giovanni Patroni, professore di lettere e filosofia presso l'Università di Pavia all'inizio del XX secolo, in diverse sue monografie:
- La grotta preistorica del Zachito presso Caggiano (Salerno), Archivio per l'antropologia e l'etnologia, Firenze, 1903.
- Comunicazione su le grotte del Zachito e di Frola nell'agro di Caggiano (Salerno), Atti del Congr., vol. V, 1904-05*.
- I pani d'argilla del Zachito. Contributo allo studio della tecnica figulina nell'età preistorica, Archivio per l'antropologia e l'etnologia, XXXV, 1905.